# 1. Klasse Pommern 1942/43
De 1. Klasse Pommern 1942/43 was het tiende voetbalkampioenschap van de Bezirksklasse Pommern, het tweede niveau onder de Gauliga Pommern. De competitie werd nu in negen groepen onderverdeeld, die soms nog verdere onderverdelingen hadden. De winnaars namen deel aan de eindronde om promotie. 

## 1. Klasse

### Kreisgruppe A
| Plaats | Club                             | Wed. | W | G | V | Saldo | Ptn.  |
| ------ | -------------------------------- | ---- | - | - | - | ----- | ----- |
| 1.     | TSV 1860 Stralsund               | 4    | 4 | 0 | 0 | 08:02 | 08:00 |
| 2.     | WKG KAS Saßnitz                  | 3    | 2 | 0 | 1 | 11:06 | 04:02 |
| 3.     | LSV Tutow                        | 2    | 1 | 0 | 1 | 03:02 | 02:02 |
| 4.     | Reichsbahn SG Germania Stralsund | 4    | 1 | 0 | 3 | 10:16 | 02:06 |
| 5.     | Stralsunder Post-SG 1907         | 3    | 0 | 0 | 3 | 04:10 | 00:06 |

|  | Geplaatst voor promotie-eindronde |
|  | Degradatie/terugtrekking          |

### Kreisgruppe B

#### Groep A
| Plaats | Club                                       | Wed.           | W              | G              | V              | Saldo          | Ptn.           |
| ------ | ------------------------------------------ | -------------- | -------------- | -------------- | -------------- | -------------- | -------------- |
| 1.     | WKG Marine-Flakschule Swinemünde           | 7              | 7              | 0              | 0              | 53:12          | 14:00          |
| 2.     | WKG Marine-Flakabt. 233 Swinemünde         | 6              | 3              | 1              | 2              | 26:15          | 07:05          |
| 3.     | LSV Garz/Swinemünde                        | 6              | 1              | 2              | 3              | 19:19          | 04:08          |
| 4.     | TSV 1861 Swinemünde                        | 4              | 1              | 1              | 2              | 03:15          | 03:05          |
| 5.     | WKG Marine-Peilhauptstelle Ahlbeck         | 5              | 0              | 0              | 5              | 04:44          | 00:10          |
| 6.     | WKG KAL Swinemünde                         | Teruggetrokken | Teruggetrokken | Teruggetrokken | Teruggetrokken | Teruggetrokken | Teruggetrokken |
| 7.     | WKG Kübef Swinemünde                       | Teruggetrokken | Teruggetrokken | Teruggetrokken | Teruggetrokken | Teruggetrokken | Teruggetrokken |
| 8.     | WKG der 3. Marine-Kraftfahrabt. Swinemünde | Teruggetrokken | Teruggetrokken | Teruggetrokken | Teruggetrokken | Teruggetrokken | Teruggetrokken |

|  | Geplaatst voor finale    |
|  | Degradatie/terugtrekking |

#### Groep B
| Plaats | Club                                   | Wed.           | W              | G              | V              | Saldo          | Ptn.           |
| ------ | -------------------------------------- | -------------- | -------------- | -------------- | -------------- | -------------- | -------------- |
| 1.     | HSV Truppenluftschutzschule Greifswald | 6              | 6              | 0              | 0              | 25:05          | 12             |
| 2.     | Greifswalder SC                        | 5              | 1              | 1              | 3              | 16:16          | 03:07          |
| 3.     | SV Peenemünde                          | 3              | 1              | 0              | 2              | 06:09          | 02:04          |
| 4.     | WKG der BSG Arado Anklam               | 4              | 0              | 1              | 3              | 08:25          | 01:07          |
| 5.     | WKG Marineflakschule Usedom            | Teruggetrokken | Teruggetrokken | Teruggetrokken | Teruggetrokken | Teruggetrokken | Teruggetrokken |
| 6.     | SC Wolgast                             | Teruggetrokken | Teruggetrokken | Teruggetrokken | Teruggetrokken | Teruggetrokken | Teruggetrokken |
| 7.     | LSV Greifswald                         | Teruggetrokken | Teruggetrokken | Teruggetrokken | Teruggetrokken | Teruggetrokken | Teruggetrokken |
| 8.     | LSV Richthofen Anklam                  | Teruggetrokken | Teruggetrokken | Teruggetrokken | Teruggetrokken | Teruggetrokken | Teruggetrokken |

|  | Geplaatst voor finale    |
|  | Degradatie/terugtrekking |

#### Finale
|            |                                  |       |                                        |        |
| 9 mei 1943 | WKG Marine-Flakschule Swinemünde | 8 - 4 | HSV Truppenluftschutzschule Greifswald | Anklam |
| 9 mei 1943 |                                  |       |                                        | Anklam |

### Kreisgruppe C
| Plaats | Club                            | Wed.           | W              | G              | V              | Saldo          | Ptn.           |
| ------ | ------------------------------- | -------------- | -------------- | -------------- | -------------- | -------------- | -------------- |
| 1.     | WKG der BSG Hydrierwerke Pölitz | 14             | 9              | 1              | 4              | 31:27          | 19:09          |
| 2.     | SC Viktoria Stargard            | 14             | 7              | 4              | 3              | 34:25          | 18:10          |
| 3.     | SC Hansa 1922 Stettin           | 14             | 6              | 5              | 3              | 46:37          | 17:11          |
| 4.     | VfB-Reichspost Stettin 08       | 14             | 7              | 2              | 5              | 39:36          | 16:12          |
| 5.     | SV Preußen-Borussia Stettin     | 14             | 7              | 1              | 6              | 43:25          | 15:13          |
| 6.     | SC Comet Stettin                | 14             | 5              | 1              | 8              | 28:35          | 11:17          |
| 7.     | Reichsbahn SG Stettin           | 14             | 4              | 1              | 9              | 32:51          | 09:19          |
| 8.     | TSV Stettin 1894                | 14             | 3              | 1              | 10             | 28:45          | 07:21          |
| 9.     | TSV 1862 Pölitz                 | Teruggetrokken | Teruggetrokken | Teruggetrokken | Teruggetrokken | Teruggetrokken | Teruggetrokken |
| 10.    | SV Nordring Stettin             | Teruggetrokken | Teruggetrokken | Teruggetrokken | Teruggetrokken | Teruggetrokken | Teruggetrokken |

|  | Geplaatst voor finale    |
|  | Degradatie/terugtrekking |

### Kreisgruppe F
Uit de Kreisgruppe F is enkel winnaar SV Preußen Köslin en LSV Kolberg bekend. 

### Kreisgruppe G
Uit de Kreisgruppe G zijn enkel de deelnemers bekend en dat LSV Stolpmünde de winnaar was. 
- LSV Stolpmünde
- SV Stern-Fortuna Stolp (terugtrekking na dit seizoen)
- FC Pfeil Lauenburg
- SG SS Lauenburg
- TSG Schlawe (Rückzug nach der Saison)
- WKG Kriegsmarine Rügenwalde (terugtrekking in januari 1943)

### Kreisgruppe H
Uit de Kreisgruppe H zijn enkel de deelnemres  SV Märkisch Friedland, Dramburger SV 1913, SC Germania Neustettin und SpVgg Preußen Kietz bekend. 

### Kreisgruppe I
Niet meer alle uitslagen zijn bekend, het is ook niet bekend of de winnaar aan de promotie-eindronde deelnam. 
| Plaats | Club                       | Wed.           | W              | G              | V              | Saldo          | Ptn.           |
| ------ | -------------------------- | -------------- | -------------- | -------------- | -------------- | -------------- | -------------- |
| 1.     | FC Viktoria Schneidemühl   | 4              | 3              | 0              | 1              | 09:04          | 06:02          |
| 2.     | SV Deutsch Krone           | 3              | 2              | 0              | 1              | 17:05          | 04:02          |
| 3.     | Reichsbahn SG Schneidemühl | 4              | 1              | 1              | 2              | 06:18          | 03:05          |
| 4.     | SV Preußen Flatow          | 3              | 0              | 1              | 2              | 03:08          | 01:05          |
| 5.     | SV Hertha Schneidemühl     | Teruggetrokken | Teruggetrokken | Teruggetrokken | Teruggetrokken | Teruggetrokken | Teruggetrokken |

|  | Degradatie/terugtrekking |

## Promotie-eindronde

### Groep Oost
- LSV Stolpmünde en SV Preußen Köslin promoveerden, het is niet bekend of zij hiervoor nog wedstrijden gespeeld hebben.

### Groep West
| Plaats | Club                             | Wed. | W | G | V | Saldo | Ptn.  |
| ------ | -------------------------------- | ---- | - | - | - | ----- | ----- |
| 1.     | WKG Marine-Flakschule Swinemünde | 4    | 2 | 0 | 2 | 10:06 | 04:04 |
| 2.     | WKG der BSG Hydrierwerke Pölitz  | 4    | 2 | 0 | 2 | 07:06 | 04:04 |
| 3.     | TSV 1860 Stralsund               | 4    | 2 | 0 | 2 | 08:13 | 04:04 |

|  | Promotie naar Gauliga Pommern 1943/44 |